# Одвијач
Одвијач или одвртач, а колоквијално и шрафцигер (искварено од  ), јесте ручни алат који служи за одвијање и завијање вијака. Како је вијак најмасовнији машински елемент у данашњем свету, тако је и одвијач постао неизоставна и најчешће коришћена алатка у свим гранама индустрије и многобројним занатима.
Врх одвијача може имати пуно различитих облика од којих су најчешћи раван, крстаст („филипс“ или „робертсон“), шестоугаон („инбус“) и звездаст („torx“), a разликују се још и по дужини и дебљини тела, односно врха. Одвијача има свих величина, од огромних за вијке на тешким машинама па до минијатурних часовничарских. Тело одвијача је најчешће од квалитетног алатног челика отпорног на хабање, а рукохват од пластичних маса, али може бити и од дрвета или метала. 
Одвијач може имати магнетни врх или посебан механизам за прихватање завртња. Одвијачи су најчешће прави, у облику полуге, са рукохватом у продужетку тела, али могу бити и у облику слова „Т“, са попречним рукохватом. 

## Универзални и електрични одвијачи
Постоје и универзални одвијачи са гарнитуром изменљивих врхова и механизмом који омогућава брзо одвртање и завртање вијака. Овакви одвијачи су изузетно практични у условима када се корисник сусреће са више различитих типова глава вијака.
Одвијачи могу бити и електрични са акумулаторским или мрежним напајањем, а постоје и модели који аутоматски уводе вијке из посебне кутије, као код аутоматског оружја. Од изузетне су користи код послова монтаже, нарочито када се ради у отежаним условима, а за кратко време је потребно заврнути велики број вијака. Електрични одвијачи обавезно имају могућност регулације броја обртаја и измену смера ротације и најчешће су опремљени главама за брзу измену алата.

## Електричарски одвијач
Одвијач за испитивање фазе у електричној инсталацији се зове „проб-лампа“ или „фазометар“, а познат је под колоквијалним називом „глимерица“. Када се такав одвијач стави у утичницу на пол који је фаза, а при томе се прст прислони на крај са металном капом у дршци засветли тињалица. На тај начин се утврђује присуство напона у проводнику.

## Историја
Најранији документовани одвијачи су коришћени у касном средњем веку. Вероватно су измишљени крајем 15. века, било у Немачкој или Француској. Оригинални називи алата на немачком и француском били су Schraubenzieher (извлакач шрафова) и tournevis (завртач). Прва документација о алату налази се у средњовековној Кућној књизи замка Волфег, рукопису написаном негде између 1475. и 1490. године. Ови најранији шрафцигери су имали ручке у облику крушке и направљени су за шрафове са урезима (диверзификација многих врста одвијача није се појавила све до позлаћеног доба). Међутим, шрафцигер је остао неупадљив, јер се доказ његовог постојања током наредних 300 година заснива првенствено на присуству шрафова.

## Врх одвијача
Алат који се користи за покретање главе завртња са прорезима назива се стандардни одвијач са уобичајеним сечивом, равним сечивом, прорезом, равним врхом, или одвијач са „равном главом“. Ова последња употреба може бити збуњујућа, јер израз равна глава такође описује вијак са равним врхом, дизајниран за уградњу у упуштену рупу. Надаље, термин имплицира да шрафцигер има „главу“; мада то није тако. Такав шраф са равном главом може имати прорезну, крстасту, четвртасту удубљену или комбиновану главу. Пре развоја новијих типова битова, пљоснато сечиво се звало „обична оштрица”, јер је било најчешће. У зависности од примене, назив овог одвијача може се разликовати. У оквиру аутомобилске/тешке електричне индустрије познат је као „одвијач са равном главом“; у индустрији авионике и рударства познат је као „стандардни одвијач“.
Дизајн се често критикује због његове тенденције да се извуче на нижим нивоима обртног момента него код других дизајна са „укрштеним главама“, што је ефекат узрокован конусним профилом жлебова који их чини лакшим за уметање у шраф него други слични стилови. Дуго је било популарно веровање да је то заправо намерна карактеристика дизајна. Недостају докази за ову специфичну причу и ова карактеристика се не помиње у оригиналним патентима. Међутим, накнадно усавршавање оригиналног дизајна описаног у америчком патенту #2,474,994 описује ову особину.
Робертсон, такође познат као квадратни, или Scrulox одвијач има утичницу у облику квадрата у глави завртња и четвртасту избочину на алату. Алат и утичница имају конус, што олакшава уметање алата, а такође помаже да се завртањ задржи на врху алата, а да корисник не мора да га држи тамо. (Први разлог за постојање конуса био је да се производња шрафова учини практичном коришћењем хладног обликовања глава, али његове друге предности су помогле популаризацији овог одвијача.) Робертсонови завртњи су уобичајени у Канади, иако су коришћени и другде, и постали су много чешћи у другим земљама последњих деценија. Робертсон шрафцигере је лако користити једном руком, јер конусни наставак има тенденцију да задржи завртањ, чак и ако се протресе. Они такође омогућавају употребу угаоних одвијача и вијака са трим главом. Робертсон шрафови са утичницом су самоцентрирајући, смањују бег, заустављају електрични алат када је подешен и могу се уклонити ако су офарбани или стари и зарђали. У индустрији убрзавају производњу и смањују оштећење производа. Једна од њихових првих великих индустријских употреба била је производња модела А и модела Т компаније Форд Мотор. Хенри Форд их је сматрао веома поузданим и уштедео је значајно време производње, али није могао да обезбеди лиценцирање за њих у Сједињеним Државама, те је ограничио њихову употребу само на своју канадску дивизију. Одвијачи са Робертсон главом доступни су у стандардним величинама врхова, од 1,77 mm до 4,85 mm.
Рид и Принц, који се такође назива Фрирсон, је још једна историјска конфигурација завртња са крстастом главом. Крст у глави завртња је оштрији и мање заобљен од Филипса, а сврдло има флукс од 45° и оштрији, шиљасти крај. Такође, утор за Филипс шраф није тако дубок као утор за Рид и Принц. У теорији, R&P завртњи различите величине одговарају било којој R&P величини бита.
Позидрив и сродни Супадрив се широко користе у Европи и већем делу Далеког истока. Док Позидрив шрафови имају укрштене главе попут Филипса и понекад се сматрају истим, Позидрив дизајн омогућава примену већег обртног момента него Филипс. Често се тврди да они могу применити више обртног момента него било који други уобичајено коришћени систем одвијача са крстом, због сложене конфигурације жлебова (спаривања).
Унакрсни одвијачи јапанског индустријског стандарда (JIS) су и даље други стандард, који се често нетачно назива јапански Филипс. Компатибилне главе шрафова се обично могу идентификовати по једној притиснутој тачки или знаку „X” на једној страни попречног прореза. Ово је стандард за завртње широм Азије и јапанског увоза. Возач има тачку од 57° са равним врхом.